# Gornji Stoliv
Gornji Stoliv je naselje u Boki kotorskoj, u općini Kotor. 

## Povijest
Ime Stoliv, što je u prošlosti podrazumijevalo današnje toponime Donji i Gornji Stoliv, vezujemo za jedan stari običaj, odnosno propis. Naime, budući mladoženja prije ženidbe je morao zasaditi stotinu maslina (tal. oliva) i tek tada bi dobivao dopuštenje da nevjestu privede oltaru. Kombiniranje prefiksa st - (od stotinu) i talijanske riječi oliva urodilo je nazivom za mjesto.

## Stanovništvo

### Nacionalni sastav po popisu 2003.
- Crnogorci -  10

## Crkve u Gornjem Stolivu
- Crkva Svetog Ilije